# Radio Link Control
Le protocole Radio Link Control (RLC) est une sous-couche du niveau 2 (liaison de données) du modèle OSI utilisée en radio pour UMTS, LTE et 5G. Ce protocole est normalisé dans les spécifications du 3GPP TS 25.322 pour l'UMTS, TS 36.322 pour la LTE et TS 38.322 pour la 5G New Radio (NR). La couche RLC est située au-dessus de la couche MAC et sous la couche PDCP.

## Fonctions
Les fonctions principales du protocole RLC : 
- le transfert des PDU de la couche supérieure selon trois modes possibles : mode acquitté (AM), non-acquitté (UM) ou transparent (TM) ;
- la correction d'erreur par ARQ (uniquement lors du transfert de données en mode acquitté) :
- Concaténation, segmentation et ré-assemblage des RLC SDU (UM et AM) ;
- la re-segmentation des RLC PDU de données (AM) ;
- la remise en séquences des RLC PDU de données (UM et AM) ;
- la détection des redondances (UM et AM) ;
- l'élimination de RLC SDU (UM et AM) ;
- le rétablissement du protocole RLC ;
- la détection et récupération d'erreurs de protocole.